# Auvernaux
Auvernaux  [ovɛʁno] je francouzská obec v departementu Essonne, v regionu Île-de-France, 38 kilometrů jihovýchodně od Paříže.

## Geografie
Sousední obce: Le Coudray-Montceaux, Saint-Fargeau-Ponthierry, Chevannes, Champcueil a Nainville-les-Roches.

## Historie
Obec bývala majetkem templářů.

## Vývoj počtu obyvatel
Počet obyvatel

## Památky
- kostel Saint-Prix-Saint-Blaise